# 桑皮
桑皮（法語：Sempy，法語發音：[sɑ̃pi]）是法国上法蘭西大區加来海峡省的一个市镇，属于蒙特勒伊区。

## 地理
桑皮（50°29'36"N, 1°52'41"E）面积8 平方千米，位于法国上法蘭西大區加来海峡省，该省份为法国北部沿海省份，西北濒北海，南至索姆省，东临北部省。
与桑皮接壤的市镇（或旧市镇、城区）包括：克朗勒、艾克斯昂伊萨尔、阿莱特、安贝尔、圣德讷。

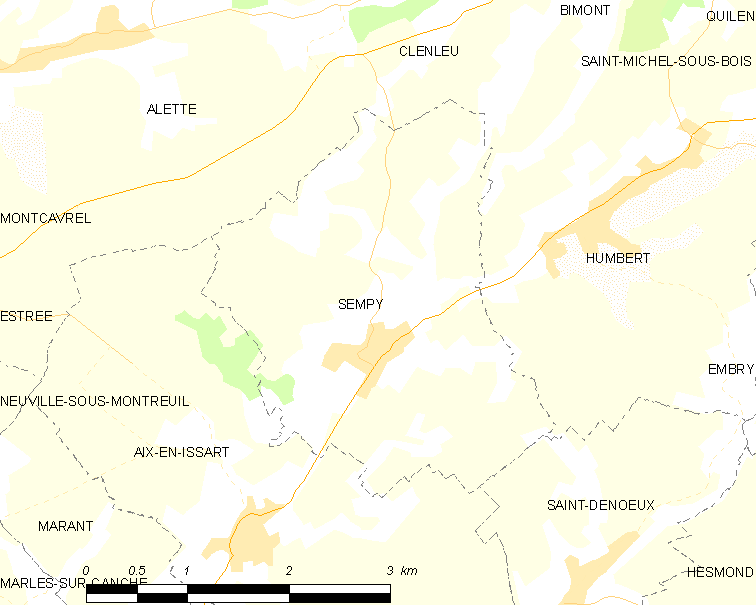
桑皮的OSM定位图

桑皮的时区为UTC+01:00、UTC+02:00（夏令时）。

## 行政
桑皮的邮政编码为62170，INSEE市镇编码为62787。

## 政治
桑皮所属的省级选区为欧克西堡县。

## 人口

1962-2008年间桑皮人口变化图示

桑皮于2022年1月1日时的人口数量为326人。